# Paco Cabezas
Francisco Cabezas (La Puebla de Cazalla, Sevilla, 11 de enero de 1976) es un guionista y director de cine español. Tras algunos proyectos underground, su carrera como director empezó a los veintinueve años, con el largometraje Carne de neón. Aunque llevaba años desarrollando su labor creativa como guionista, su opera prima, Aparecidos, un thriller que mezcla terror y drama social, no vio la luz hasta el año 2007. Su segundo largometraje, Carne de neón, se estrenó en España el 21 de enero de 2011. Actualmente vive en Los Ángeles, donde trabaja como director y guionista. Sus últimos trabajos son Tokarev, protagonizada por Nicolas Cage, y Mr. Right,.

## Filmografía

### Como director
- 2000 - Invasión Travesti
- 2005 - Carne de neón - cortometraje.
- 2007 - Aparecidos
- 2011 - Carne de neón
- 2013 - Tokarev
- 2014 - Mr. Right
- 2015 - Penny Dreadful - serie de televisión.
- 2015 - Into the Badlands - serie de televisión.
- 2016 - Dirk Gently's Holistic Detective Agency - serie de televisión.
- 2017 - The Alienist (2 episodios) - serie de televisión.[6]
- 2017 - The Strain (1 episodio) - serie de televisión.
- 2017 - American Gods - serie de televisión.
- 2019 - Penny Dreadful: City of Angels
- 2019 - Adiós[7]
- 2022 - La novia gitana
- 2024 - The Umbrella Academy
- 2025 - Miércoles

### Como guionista
- 2000 - Invasión Travesti
- 2005 - Carne de neón - cortometraje.
- 2007 - Aparecidos
- 2008 - Sexykiller, morirás por ella
- 2009 - Spanish Movie
- 2010 - Bon appétit
- 2011 - Carne de neón
- 2017 - American Gods
- 2019 - Penny Dreadful: City of Angels